# Erik Arnqvist

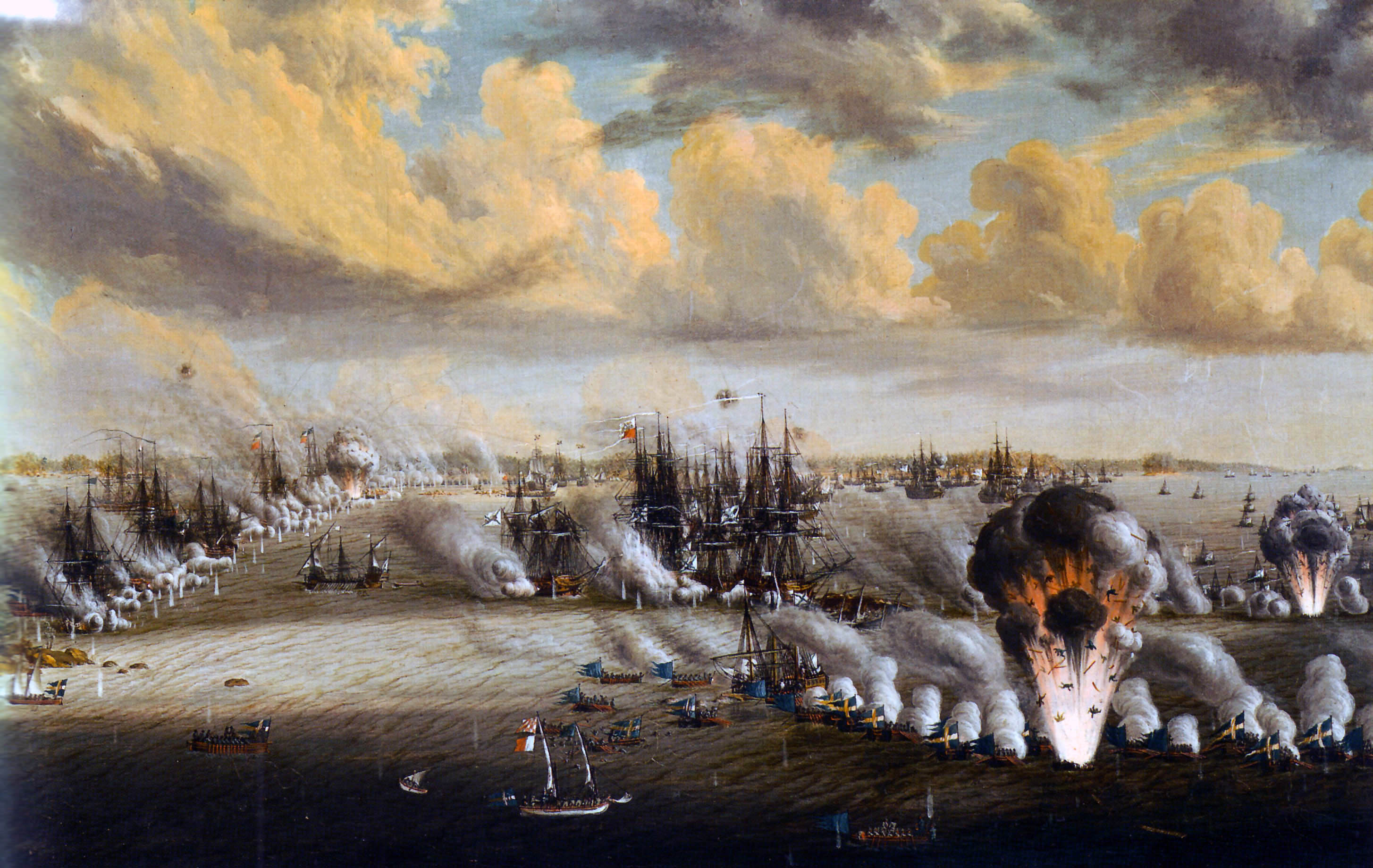
Slaget vid Svensksund

Erik Arnqvist, född 1769, död 4 mars 1851 i Västansjö, Åsele socken var en man som erhöll medaljen För tapperhet till sjöss då han under det Viborgska gatloppet var en av de roddare som rodde kung Gustav III genom kulregnet, och därmed räddade kungens liv.

## Liv
Erik Arnqvist föddes troligen på gården Österalnö utanför det som nu är Örnsköldsvik, därefter är ganske lite känt om Erik, men han gick åren 1785–1789 på Trivialskolan i Härnösand. Därefter blev han som 19-åring uttagen som båtsman i flottan.
Den 3 juli 1790 hade den svenska flottan hamnat djupt inne i finska viken, och det stod klart för alla att den troligen var förlorad då den ryska flottan spärrade vägen ut till öppet hav. Gustav III fattade nu ett ytterst modigt beslut, där hela flottan skulle slå sig fri genom de ryska linjerna. Kungen själv klev i en av sina öppna kanonslupar, och blev rodd genom fiendens linjer med den kunglig flaggan vajande över slupen. Erik var en av dem som rodde kungen genom det täta kulregnet.
Senare samma sommar, den 9 juli, stod Slaget vid Svensksund där den svenska flottan krossade den ryska. Kriget kunde således avslutas, och Erik Arnqvist fick komma hem. Då hade han fått mottaga medaljen För tapperhet till sjöss samt en livstidspension på 25 riksdaler om året.
Väl hemkommen till Sverige flyttade Erik Arnqvist till Eden och Junsele där han blev klockare, han gifte sig den 6 april 1795 med sin fru Sara, och med henne fick han tre barn: dottern Maria Christina (1795), sonen Per-Erik (1806) och dottern Anna Brita (1810).
Därefter lämnade familjen Junsele, och flyttade till Tåsjö och även här blev Erik klockare och bosatte sig i byn Kroknäset. I boken Gamla Tåsjö beskrivs Erik som en man som var "lång, krokig gubbe med grön rock och medalj".
Sonen Per-Erik blev sockenskrivare i Västansjö, och då han flyttade dit följer Erik och Sara med. Erik Arnqvist dog den 4 mars 1851, och skall då ha lämnat sin medalj till sin son Per-Erik.